# Holthusen (Ludwigslust)
Holthusen is een gemeente in de Duitse deelstaat Mecklenburg-Voor-Pommeren, en maakt deel uit van het Landkreis Ludwigslust-Parchim.
Holthusen telt 938 inwoners.